# Estação Américo Brum
A Estação Américo Brum é uma das estações do Teleférico da Providência, situada na cidade do Rio de Janeiro, entre a Estação Central do Brasil e a Estação Gamboa. É administrada pela Companhia de Desenvolvimento Urbano da Região do Porto do Rio de Janeiro (CDURP).
Foi inaugurada em 2 de julho de 2014, entretanto encontra-se fechada desde o dia 17 de dezembro de 2016. Localiza-se no Morro da Providência. Atende o bairro da Gamboa, situado na Zona Central da cidade.
No dia 4 de abril de 2018, uma reportagem do jornal Extra relatou o estado da estação na época. No local, foram encontrados: luminárias, fios, e cabos de aço pelo chão; vidros quebrados; portas e vasos sanitários arrancados; ausência de aparelhos de ar-condicionado, que teriam sido furtados; e lixo por toda a parte. Em 2019, a estação era usada como base por policiais militares da UPP da Providência.
A estação recebeu esse nome por estar situada no local onde antigamente localizava-se a Praça Américo Brum. A praça era utilizada para a realização de diversos eventos dentro da comunidade, desde campeonatos de futebol até reuniões de moradores.

## Localização
A estação localiza-se ao pé da escadaria que leva à parte alta do Morro da Providência, no local onde antes da construção da estação situava-se a Praça Américo Brum.